# Colutea orientalis
Espèce
Classification APG II (2003)
Colutea orientalis, le baguenaudier du Levant, aussi appelé baguenaudier d'Orient, est une espèce de plantes à fleurs de la famille des Fabacées. C'est un arbuste originaire du Proche-Orient.

## Description[2]
Colutea orientalis est un arbuste à feuillage caduc de moins de deux mètres de haut.
Les feuilles sont imparipennées avec sept à neuf folioles, vert glauques, longues de cinq à six centimètres.
Les folioles sont orbiculaires, tronqués à l'apex, et ont de 11 à 18 mm de long sur 9 à 13 de large.
Les inflorescences sont des racèmes axillaires à fleurs très peu nombreuses - de deux à quatre -, jaunes au centre, l'étendard cernant environ à la moitié supérieure cette partie jaune d'un liseré rouge marqué, le reste ainsi que les autres pétales étant plutôt orangé - rouge, et pouvant atteindre 1,2 cm. Le calice, à l'extérieur pubescent, présente des sépales dont les deux supérieurs sont triangulaires et les trois inférieurs linéaires un peu recourbés. La corolle est, comme pour la majorité des plantes de la famille, asymétrique : le pétale supérieur - l'étendard - est plus long que les ailes et la carène où les deux pétales sont fusionnés. Le style est arqué ascendant, plus long que les étamines qui l'enserrent.
L'ovaire est glabre : il s'agit d'une caractéristique de l'espèce. Comme le genre, l'ovaire contient de nombreux ovules.
Les fruits sont des gousses, indéhiscentes, enflées et vésiculeuses, bivalves supérieurement, très caractéristiques du genre. Elles portent plusieurs graines réniformes.

## Distribution
Le baguenaudier du Levant est originaire du Proche-Orient.
Il y croît dans des endroits rocheux, sur sols calcaires, parmi les arbustes et buissons xérophiles ou semi-xérophiles.

## Utilisations
La principale utilisation de cette espèce est ornementale.
De nombreux horticulteurs la distribuent en France mais elle demeure plus rare que le baguenaudier commun.

## Historique et position taxinomique
Joseph Pitton de Tournefort publie, en 1703, dans l'additif à son Institutiones rei herbariae une première description du baguenaudier du Levant :
- Colutea orientalis, flore sanguinei coloris, lutea macula notato[3].

En 1768, Philip Miller nomme cette espèce Colutea orientalis à partir de la description de Tournefort
Jean-Baptiste de Lamarck en 1783 reprend et complète la description très sommaire de Philip Miller. L'apport descriptif de Lamarck a été considéré comme une nouvelle description de l'espèce par les index (IPNI, Tropicos).
En 1967, Kasimierz Browicz la place dans la section Rostrata, sous-section Orientales.
Le baguenaudier du Levant compte cinq autres synonymes :
- Colutea aperta Moench
- Colutea cruenta Aiton
- Colutea purpurea Hort. ex Lavallee (1877)
- Colutea sanguinea Pall.
- Colutea versicolor Salisb.

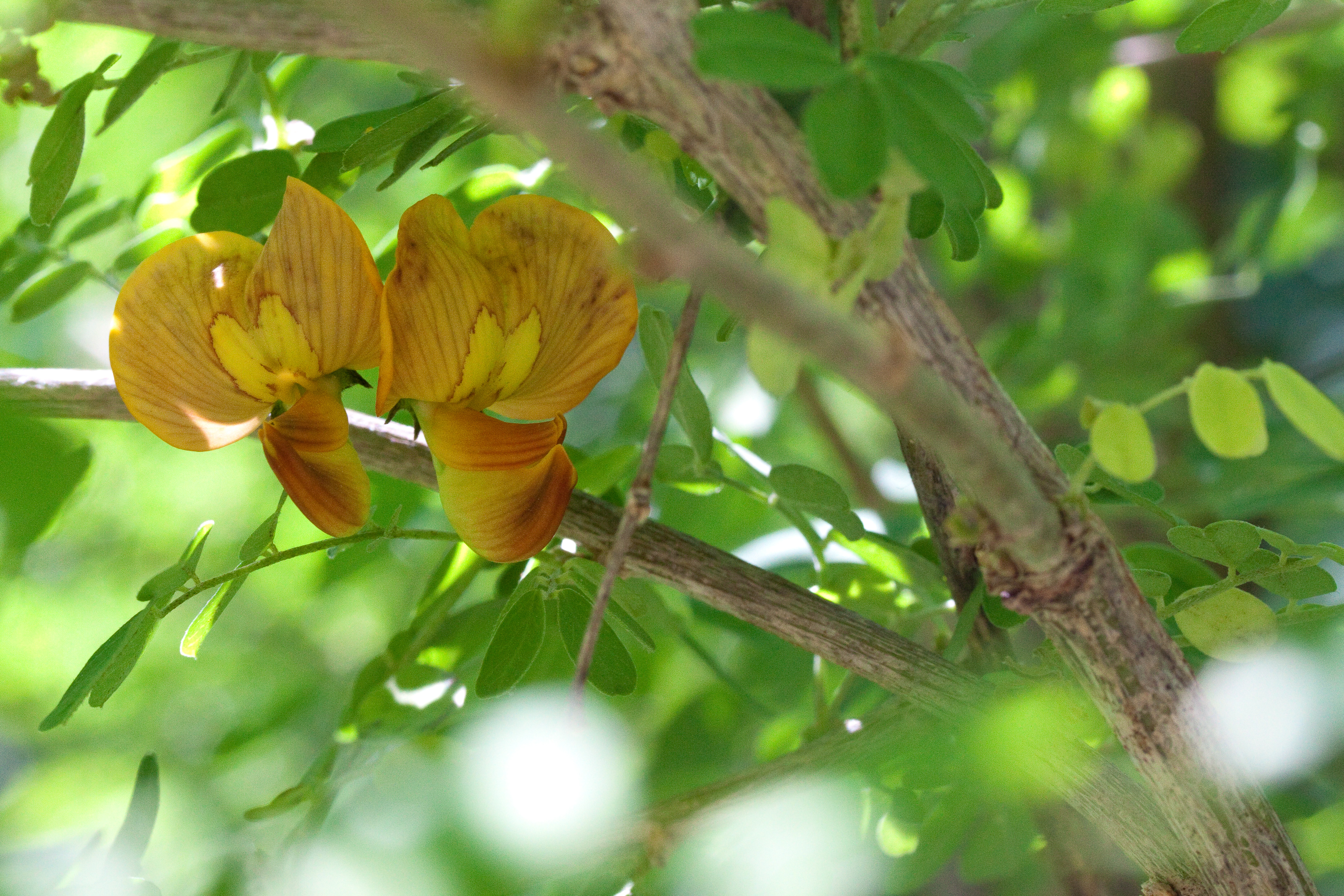
Fleurs.
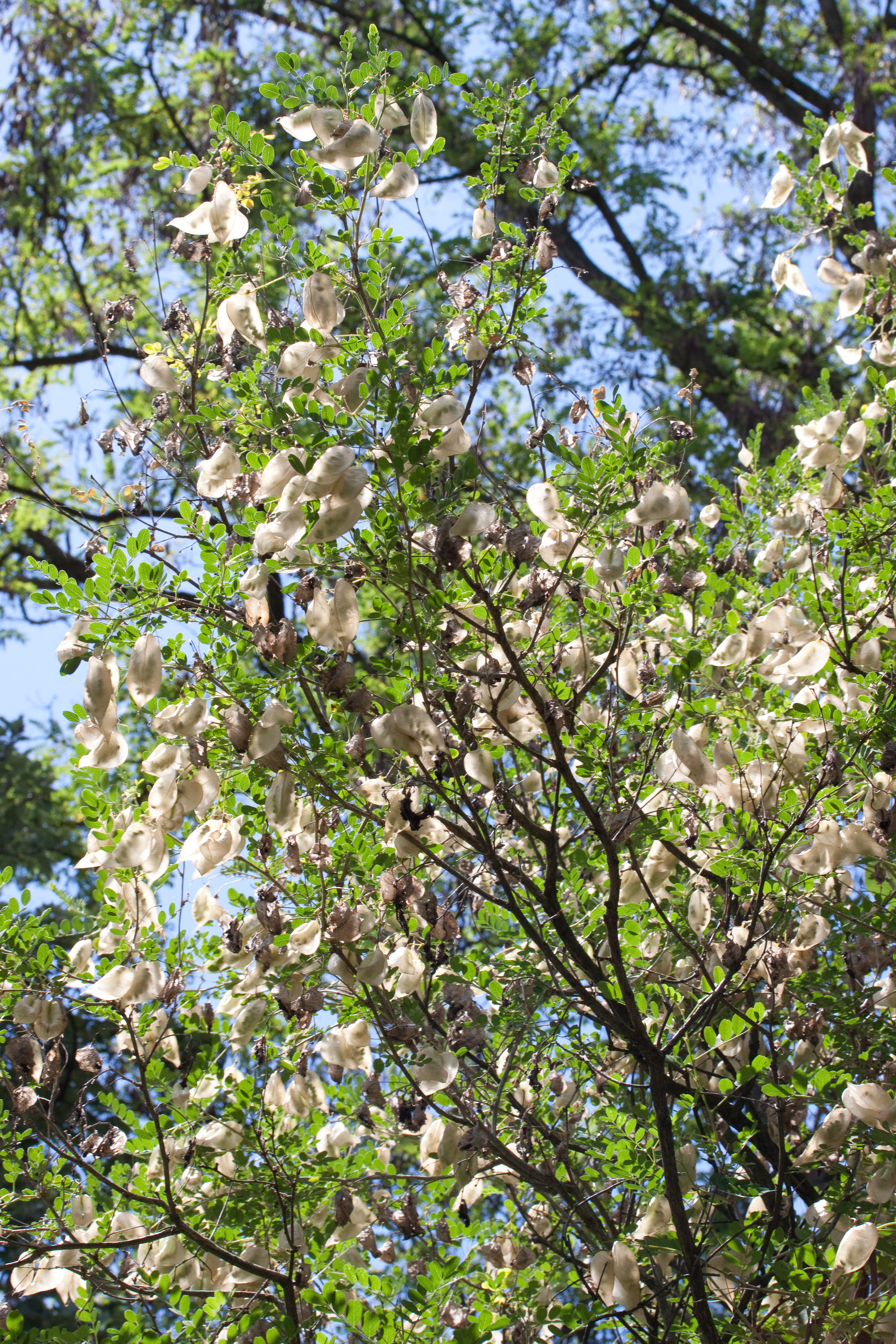
Fructifications.
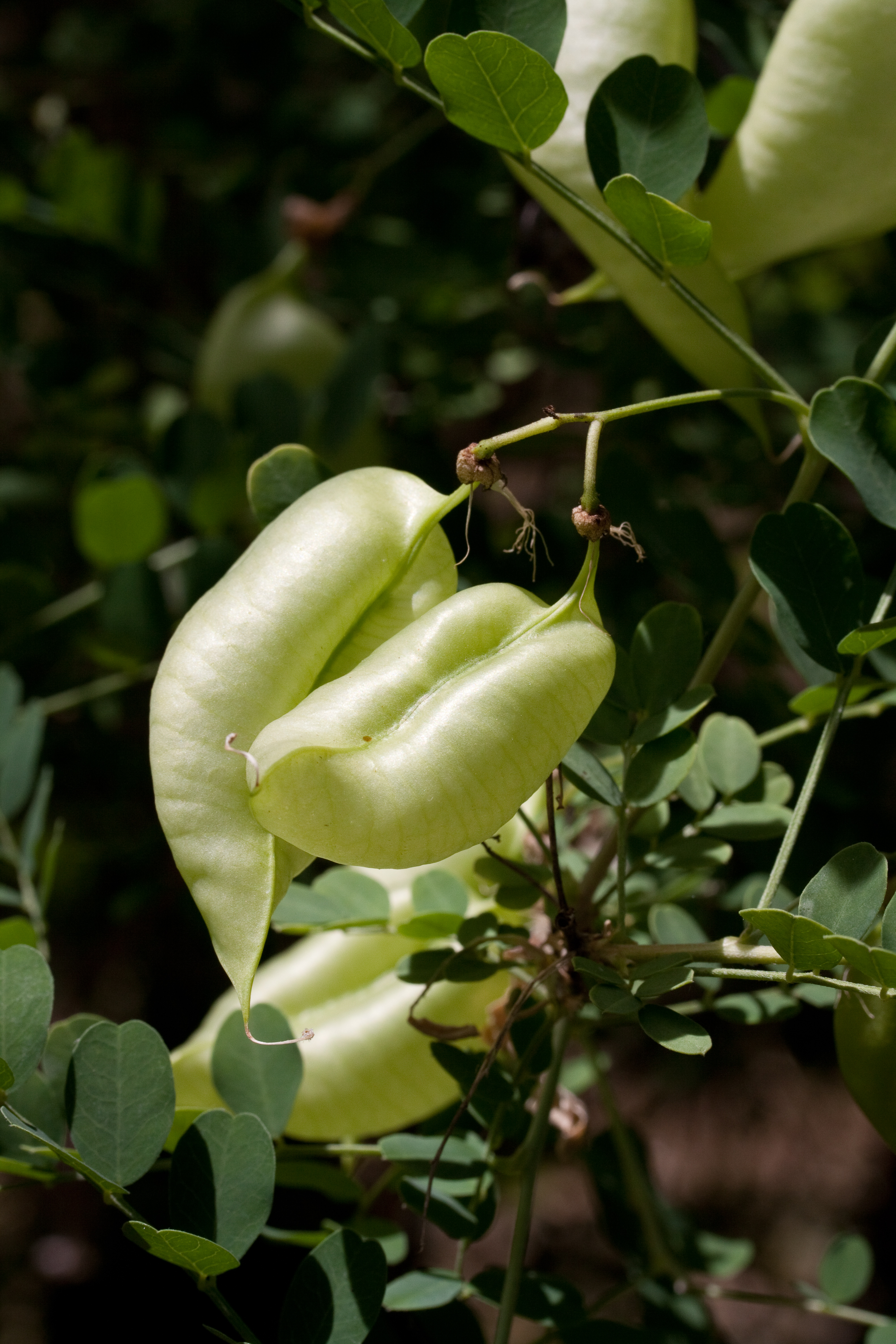
Jeunes fruits.
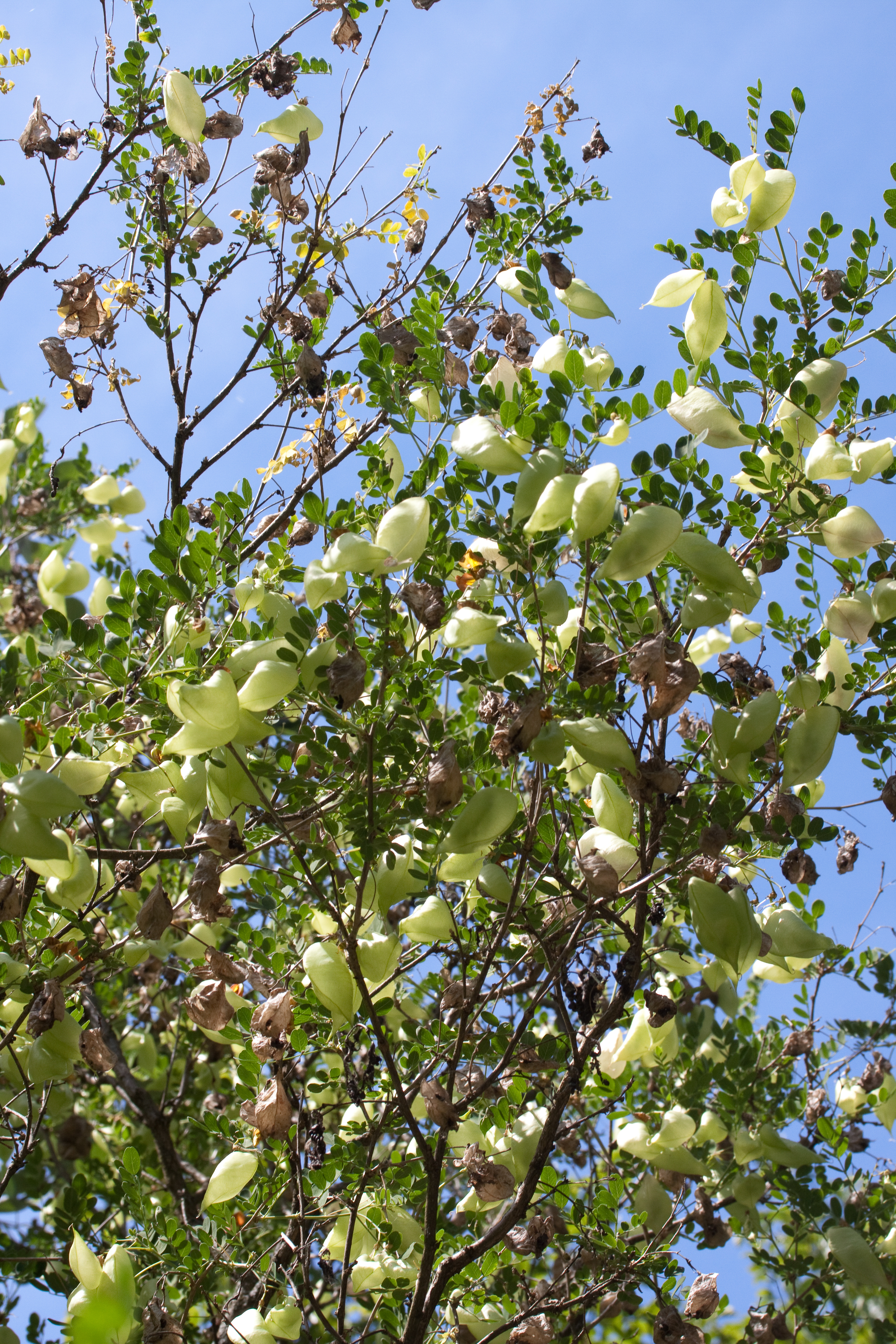
Fructifications.
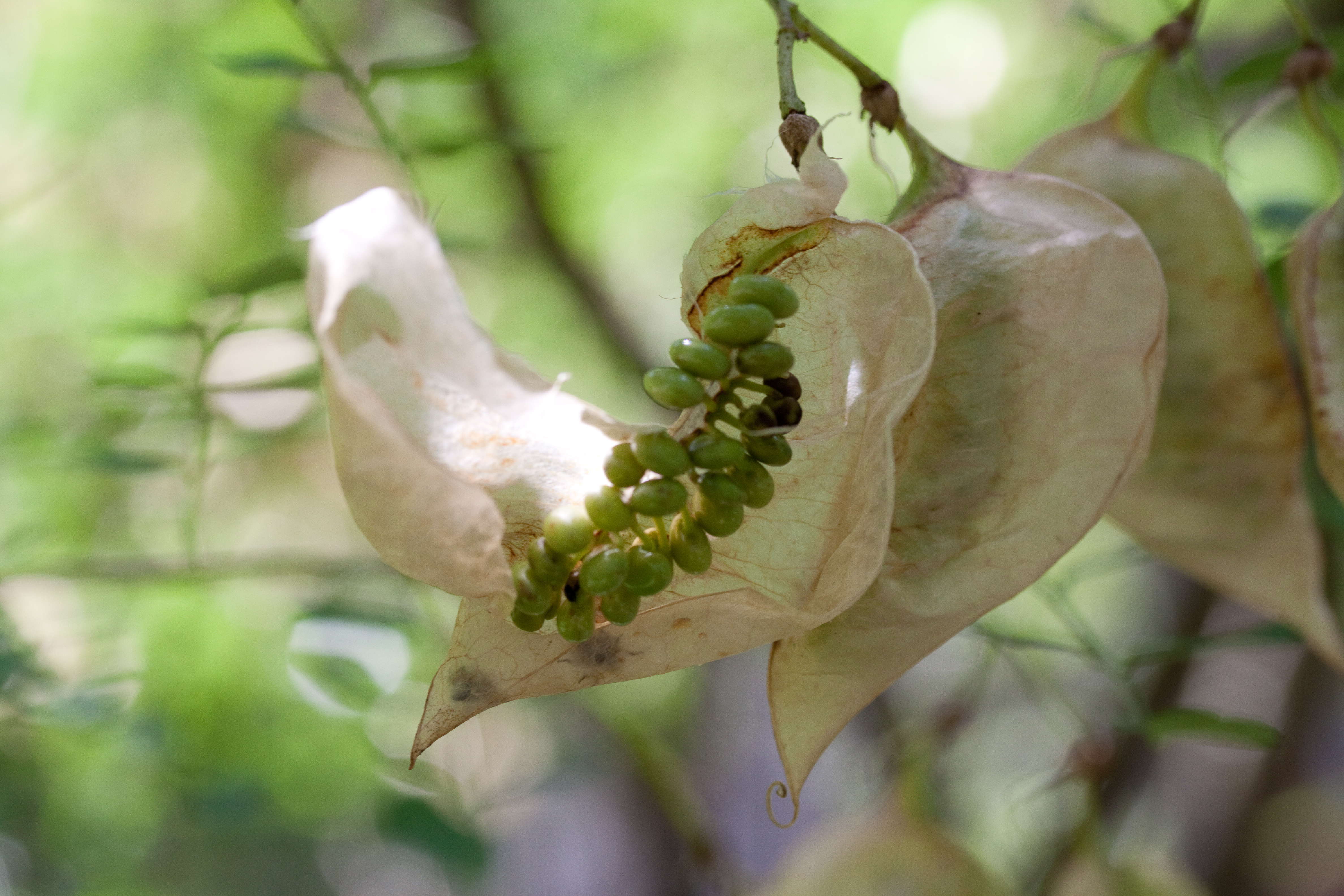
Jeunes fruits et graines.